# Plat
|  | Aquest article tracta sobre l'estri de cuina. Vegeu-ne altres significats a «Plat (desambiguació)». |

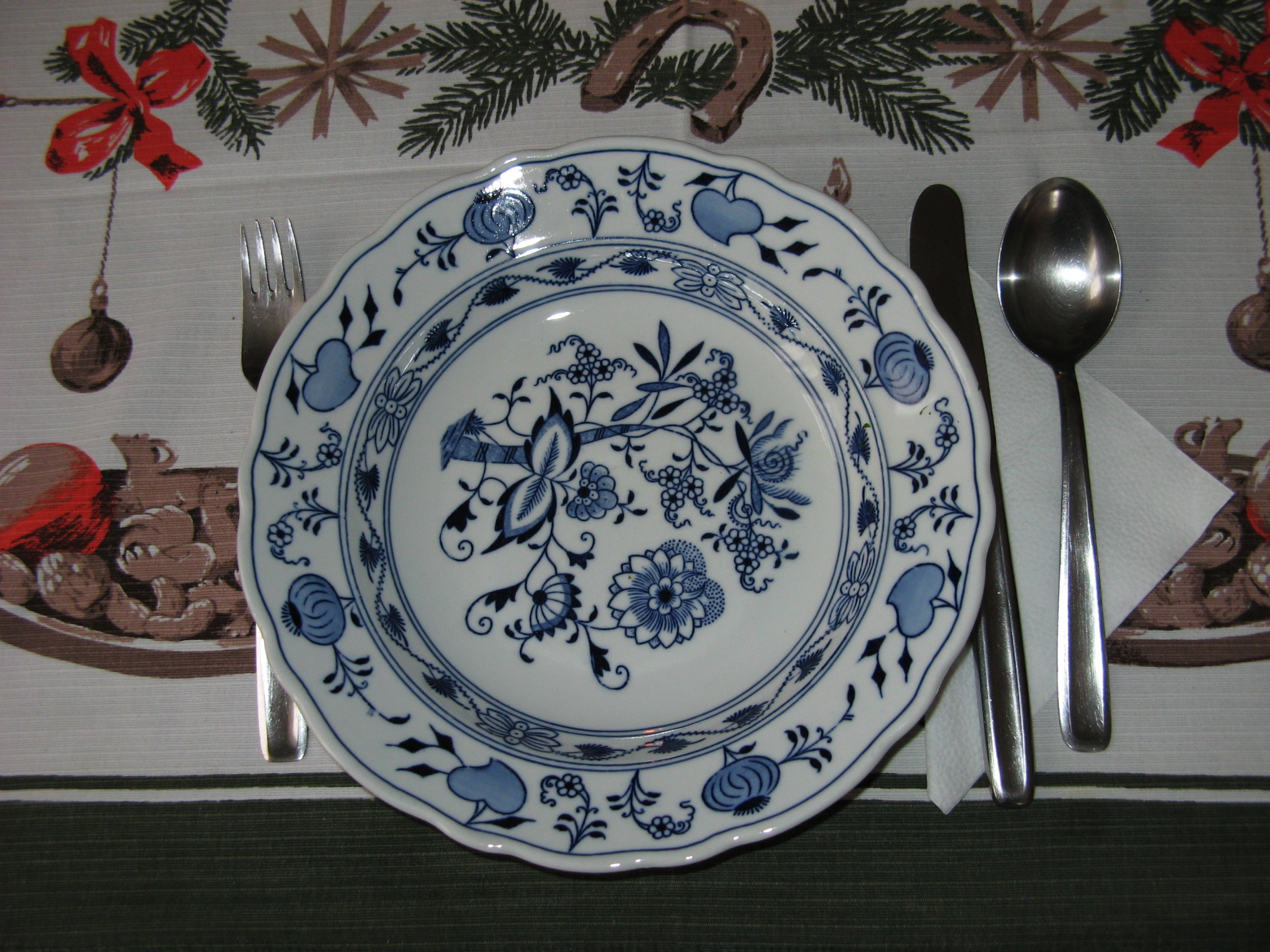
Plat de porcellana

Un plat és un recipient ampli i pla amb una concavitat moderada sobre el qual se serveix el menjar.
Els plats estan fets habitualment de materials ceràmics com ara la porcellana o l'argila, o també amb altres materials com el plàstic o el vidre; de vegades, també s'empra la fusta o la pedra tallada. Els plats d'un sol ús sovint estan fets de paper. Poden presentar-se en una gran quantitat de formats, des de petits plats de cafè, passant per plats per al pa i la mantega i plats per a àpats, fins a grans safates des de les quals el menjar es distribueix a diverses persones assegudes a taula.
Alguns plats es fabriquen sols amb finalitats decoratives en comptes de fer-los servir per a menjar.
El plat va ser inventat a l'edat dels metalls.

## Menes de plats
- Plat pla o plat planer: el que té molt poca fondària i serveix per a menjar-hi les coses espesses i sobretot les que se serveixen després de la sopa.
- Plat soper, plat de sopa, plat escudeller, escudella, greal o plat fondo (castellanisme) : el que té més pregonesa i serveix per a menjar-hi la sopa o vianda líquid.
- Plat blanc: el de terrissa blanca i fina.
- Plat de foc, plat negre, plat moreno: el que és de terrissa basta i de color rogenc o negrós.
- Plat d'hospital: el de terrissa vermella amb ratlles grogues.
- Plat cassolut: el de terrissa i de forma més fonda.
- Plat de rector: el que és més gran que els ordinaris de menjar.
- Plat fruiter o plat de darreries: el que és relativament petit i serveix per a menjar-hi la fruita o altres postres.
- Plat de gall: escudella de terrissa que té al fons un dibuix en el qual el poble creu veure-hi un gall.
- Plat d'escudellar, plat d'abocar, plat de polla (val.) o plat perdiguer:: la plata o plat gran que es treu a taula i que conté menjar per a diferents persones, que després s'aboca en els plats individuals. El nom valencià de plat de polla prové del dibuix d'un ocell que solen tenir en el fons aquests plats.
- Plat girador: cobertora de plat o d'olla que serveix per a girar el contingut d'aquest recipient.
- Plat colador, plat escorredor, plat d'escórrer o degotador: plat gran, relativament pregon, amb molts de foradins, que serveix per a colar o escórrer el peix, la carn, verdura, fruita, etc.

## Història
Els xinesos van descobrir el procés de fer porcellana al voltant del 600 EC. El plat individual sembla néixer el 1530: al maridatge de Francesc amb Leonor d'Àustria es van presentar els models similars als actuals, fets d'argent. No fou fins al 1708, quan un terrisser alemany a Meissen va descobrir el procés xinès, que l'art terrisser europeu va entrar en acció. Molts dels millors tallers de ceràmica més conegudes del món van ser fundades durant aquest període - Royal Saxon en el 1710, Wedgwood en el 1759, Royal Copenhagen en el 1775, i Spode, fundat en el 1776 a Anglaterra.

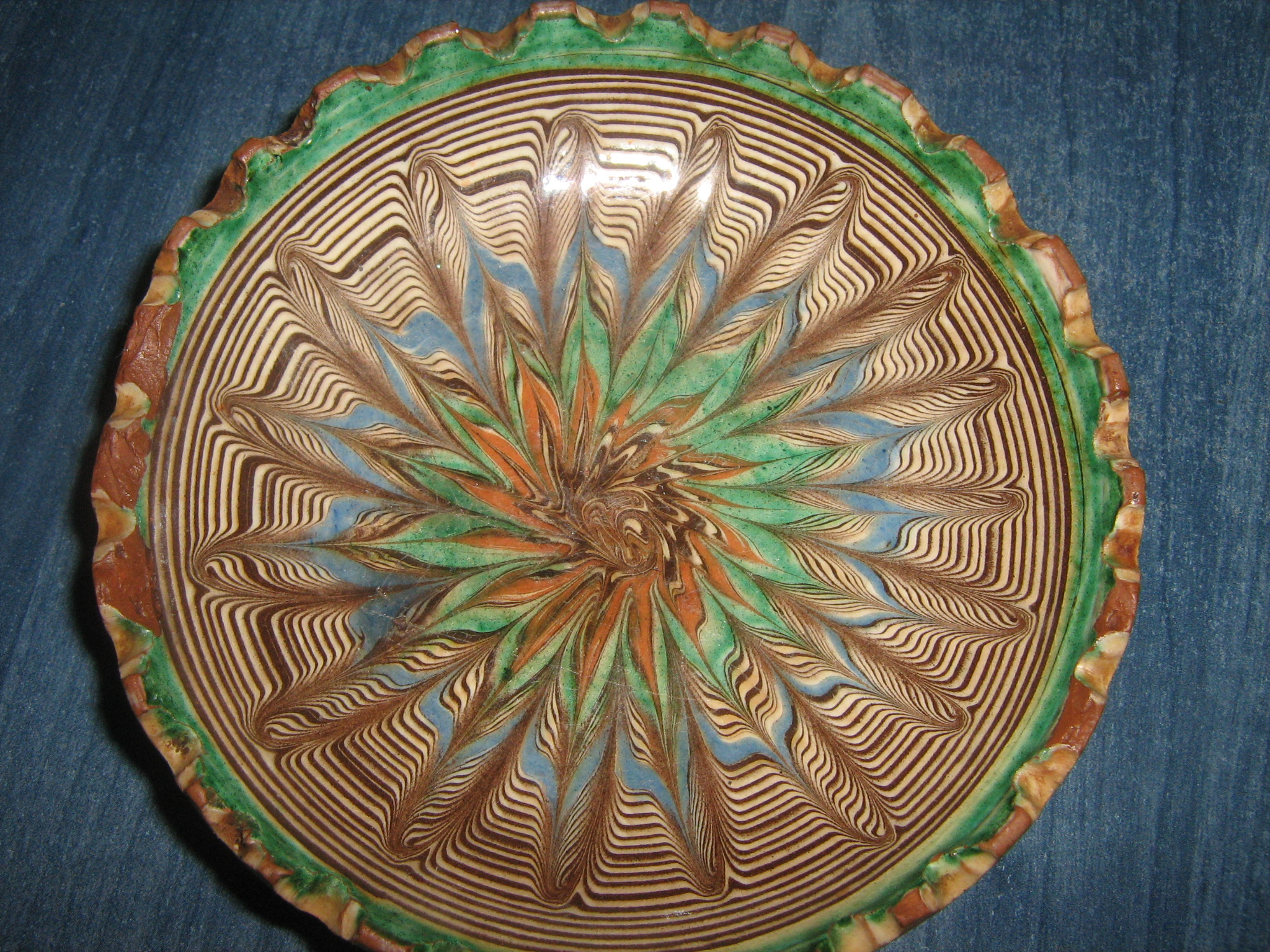
Un plat decoratiu romanès amb un model tradicional.

## Plats com a col·leccionables
Quan es van obrir les rutes comercials a la Xina durant el segle xiv, els objectes de porcellana, incloent els plats del sopar, es van convertir en imprescindibles per a la noblesa europea.
Després que els europeus comencessin també a fer porcellana, els monarques i la noblesa van continuar la seva pràctica tradicional de col·leccionar i exposar plats de porcellana, ara fets localment, però la porcellana encara hi era fora de l'abast del ciutadà mitjà.
La pràctica de col·leccionar plats de record (souvenir) es va popularitzar al segle xix de la mà de Patrick Palmer-Thomas, un noble anglo-neerlandès, que va captivar el públic victorià amb les seves mostres públiques de plats.